# Holmland
Het Holmland is een schiereiland in Nationaal park Noordoost-Groenland in het oosten van Groenland.

## Geografie
Het gebied wordt in het noorden begrensd door het Ingolffjord, in het oosten door de Groenlandzee, in het zuiden door de Dijmphna Sund en in het westen een rivierdal.
Aan de overzijde van het water ligt in het noordwesten de Prinses Elisabeth Alpen, in het noorden het Amdrupland, in het zuidwesten Hovgaard Ø en in het westen de Prinses Caroline-Mathilde Alpen.
In het noorden van Holmland ligt de gletsjer Mågegletsjer.
Holmland is onderdeel van het Kroonprins Christiaanland en ligt in het oosten van dit gebied.